# Chim Pui Chung
Pour les articles homonymes, voir Chung.
Chim Pui Chung (né en 1946 à Chaozhou, Guangdong) est un homme d'affaires, directeur de plusieurs entreprises. Il était, de 1991 à 2012, l'un des membres du Conseil Législatif de Hong Kong (LegCo), qui représente l'industrie des services financiers dans les sièges des circonscriptions fonctionnelles.